# Bohuslav Chropovský
Bohuslav Chropovský (Csataj, 1926. augusztus 9. – 2009. május 5.) szlovák régész, 1988-1991 között az Union Internationale de Archeólogique Slave (UIAS) főtitkára, az UISPP alelnöke, ill. elnöke, a SAV tagja. Elsősorban a szlávok etnogenézisével és Szlovákia történelmének kezdeteivel foglalkozott.

## Élete
Egyetemi tanulmányait Pozsonyban a Comenius Egyetem Bölcsészkarán végezte. Rövid ideig tanított, majd 1957-től nyugdíjba vonulásáig ezen a karon tevékenykedett. Ugyanezen évtől a nyitrai SAV Régészeti Intézetének munkatársa, majd pedig 1970-1990 között az igazgatója. Főbb ásatásait Nyitra területén végezte.

## Főbb művei
- 1957 Slovanské pohrebisko z 9. storočia vo Veľkom Grobe. Slov. Arch., 174-239.
- 1960 Pohrebiská zo staršej doby bronzovej na Slovensku 1. Bratislava
- 1970 Slovensko na úsvite dejín. Bratislava
- 1978 Krása slovienskeho šperku. Bratislava
- 1978 Významné slovanské náleziská na Slovensku. Bratislava (tsz. P. Amen)
- 1989 Slované. Praha
- 1990 Gli Slavi. Praga

## Elismerései
- 2002 Pribina kereszt első osztálya
- 2006 Daniel Rapant díj